# Departamento de Ituzaingó
Departamento de Ituzaingó är en kommun i Argentina.   Den ligger i provinsen Corrientes, i den nordöstra delen av landet, 800 km norr om huvudstaden Buenos Aires. Antalet invånare är 30 565.
Trakten runt Departamento de Ituzaingó består huvudsakligen av våtmarker. Runt Departamento de Ituzaingó är det mycket glesbefolkat, med 3 invånare per kvadratkilometer.